# Waltrop
Die Stadt Waltrop ['val.tʀɔp] liegt im nördlichen Ruhrgebiet im Nordwesten des Landes Nordrhein-Westfalen und ist eine mittlere kreisangehörige Stadt im Kreis Recklinghausen im Regierungsbezirk Münster.
Die Stadt besteht aus der Kernstadt und sechs um diese herum liegenden Bauerschaften. Bereits im 8. Jahrhundert v. Chr. erfolgte die erste Besiedlung des heutigen Waltroper Stadtgebiets durch die Sugambrer, einen westgermanischen Stamm. Im 20. Jahrhundert spielte die Zeche Waltrop eine wichtige Rolle für das wirtschaftliche Wachstum der Stadt. Sie war bis zur letztmaligen Kohleförderung 1979 der größte Arbeitgeber in Waltrop und sorgte für einen schnellen Anstieg der Einwohnerzahl.
Nach dem Ende der Kohlenförderung auf der Zeche Waltrop sind dort die Firmensitze einiger namhafter Unternehmen entstanden, so zum Beispiel der Sitz des Einzelhandelsunternehmens Manufactum, das Filialen in ganz Deutschland besitzt, oder der Sitz von Hase Bikes, einem Hersteller von Spezialrädern. Auch das Unternehmen Langendorf, spezialisiert auf die Produktion von Anhängern und Aufliegern, sitzt in Waltrop.

## Geografie

### Geografische Lage

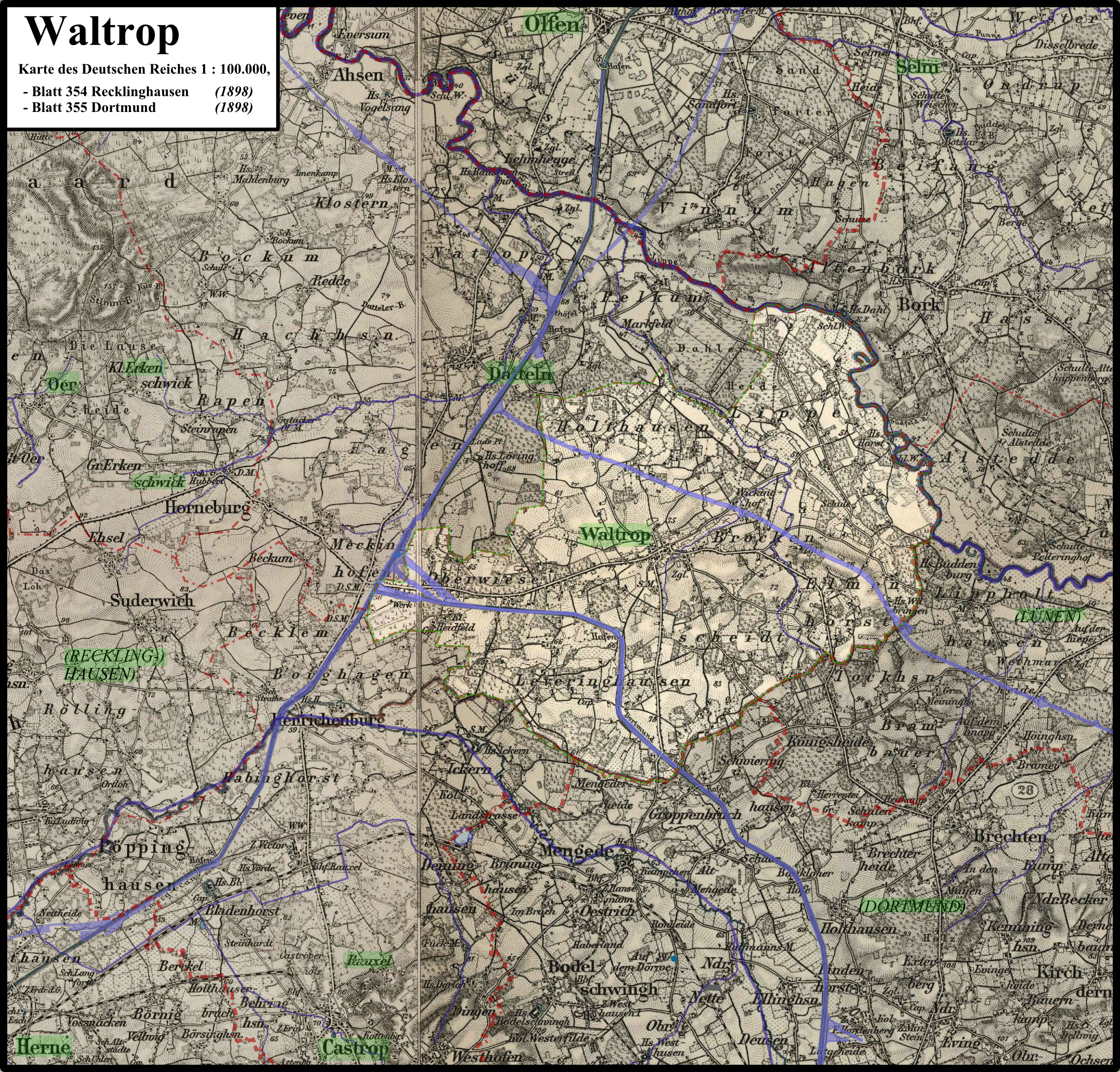
Karte des Deutschen Reiches (1:100.000) mit Ausschnitt des heutigen Waltroper Gebietes Ende des 19. Jahrhunderts

Die Stadt liegt zwischen der Kernzone des Ruhrgebietes und dem ländlichen Münsterland. Geografisch liegt Waltrop in Westfalen, nordwestlich von Dortmund im Ruhrgebiet zwischen dem Dortmund-Ems-Kanal im Südwesten, der Lippe und dem Datteln-Hamm-Kanal im Norden.

### Stadtgliederung

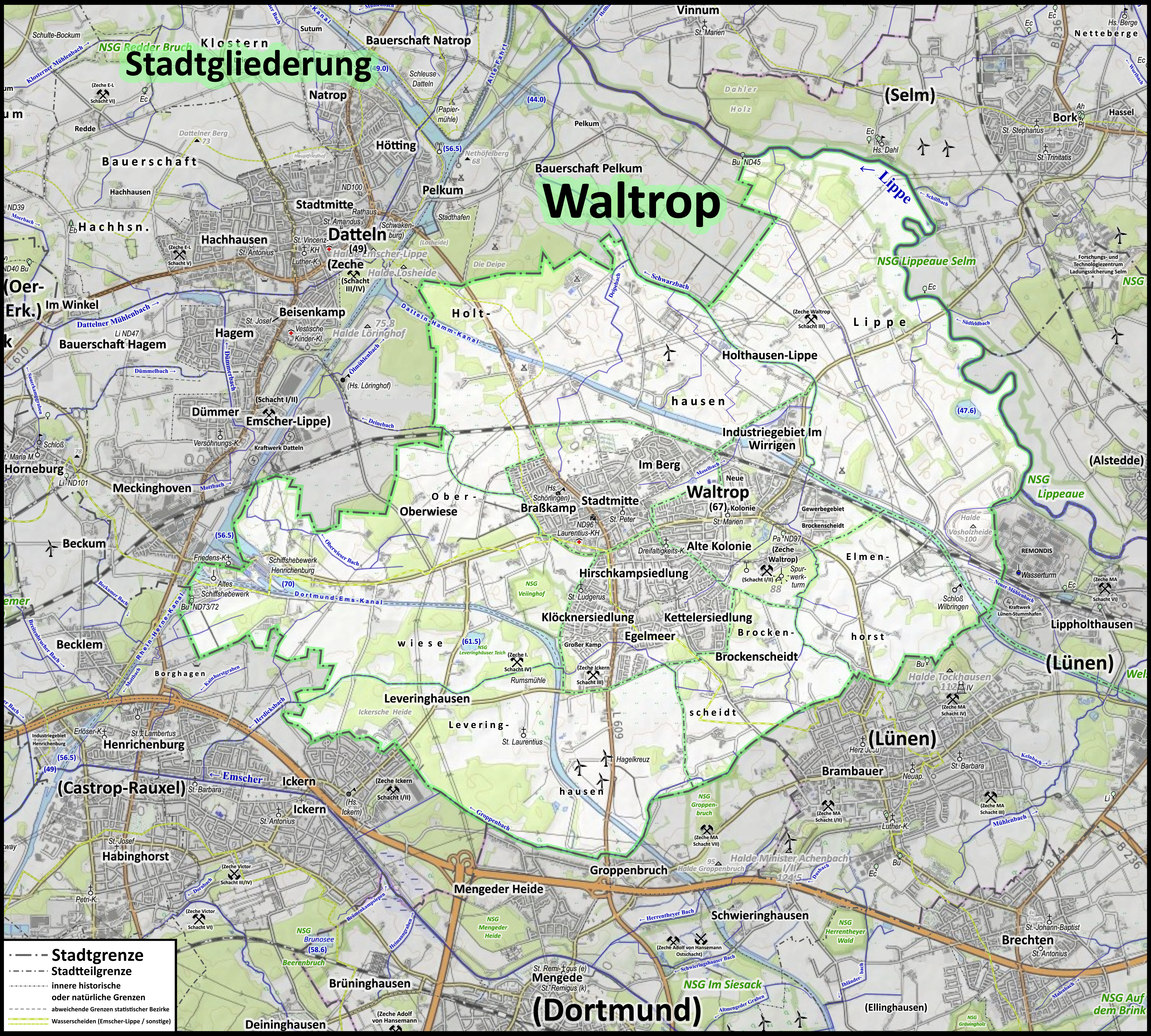
Gliederung Waltrops in einerseits statistische Bezirke und andererseits Bauerschaften

#### Statistische Bezirke
Die Stadt Waltrop wird in 14 statistische Bezirke unterteilt, deren Namen zum Teil neueren Datums und nicht auf üblichen Karten eingezeichnet sind. Diese sind nachfolgend informell nach Lage gruppiert und die Einwohnerzahl vom 31. Januar 2014 ist angegeben (in Klammern und Kleinschrift jeweils, falls abweichend, die Namen aus der Volkszählung 1987 sowie die damaligen Einwohnerzahlen):
- Kernstadt nördlich der Berliner/Dortmunder Straße von West nach Ost:
  - Braßkamp – 3407 („Bereich westlich der Münsterstraße und nördlich der Berliner Straße“; 3225)
  - Stadtmitte – 2516 („Innenstadt zwischen Am Moselbach und Berliner Straße“; 2336)
  - Im Berg – 2801 („Bereich nördlich der Bahnhofstraße einschließlich Im Berg“; 1641)
  - Neue Kolonie/Moselbachtal – 3682 („Bereich nördlich der Berliner und Dortmunder Straße“; 4124)
  - Industriegebiet im Wirrigen – 51 (63)
- Kernstadt unmittelbar südlich der Berliner/Dortmunder Straße von West nach Ost:
  - Hirschkamp-Siedlung – 3237 („Siedlung Im Hirschkamp einschließlich Blumensiedlung“; 3039)
  - Alte Kolonie – 3541 („Bereich südlich der Berliner und Dortmunder Straße“; 3138)
- Südliche Kernstadt von West nach Ost:
  - Klöcknersiedlung – 1558 (1725)
  - Egelmeer – 2670 („Siedlung Egelmeer“; 2340)
  - Kettelersiedlung – 2223 (2786)
- Außenstadtteile im Uhrzeigersinn, beginnend im Nordosten:
  - Holthausen-Lippe – 844 („Bauerschaften Holthausen und Lippe“; 883)
  - Brockenscheidt – 1153 („Bauerschaften Brockenscheidt und Elmenhorst“; 1221)
  - Leveringhausen – 913 („Bauerschaft Leveringhausen“; 806)
  - Oberwiese – 679 („Bauerschaft Oberwiese“; 746)

#### Bauerschaften
Historisch besteht Waltrop aus dem Kernort bzw. der Bauerschaft Waltrop und sechs nach außen vorgelagerten alten Bauerschaften (im Uhrzeigersinn, beginnend im Norden):
- Holthausen; Norden; historisch von Deinebach (zum Ölmühlenbach) im Südwesten bis zum Schwaerzbach/Moselbach nach Osten reichend
- Lippe; Nordosten, durch Holthausen und Brockenscheidt vom Kernort getrennt; historisch vom Schwarzbach im Westen bis zur Lünener Straße im Süden, die früher im Westen der heutigen Kanalstraße entsprach
- Elmenhorst; Osten, durch Brockenscheidt vom Kernort getrennt; historisch von der Lünener Straße im Norden bis zum Schwarzbach im Westen
- Brockenscheidt; Osten bis östlicher Süden; historisch zwischen Mosel- und Schwarzbach, nach Südwesten bis zum Abdinghof und Herdicksbach
- Leveringhausen; Südwesten; historisch vom Abdinghof im Osten bis zum Herdicksbach im Norden
- Oberwiese; Westen (mit dem Schiffshebewerk Henrichenburg); historisch vom Herdicksbach im Süden bis zum Deinebach im Nordosten

Auf der Preußischen Uraufnahme von 1839 war die Bauerschaft Waltrop westlich von Brockenscheidter Straße / Moselbachstraße / Im Siepen eingezeichnet.
Die sechs äußeren Bauerschaften werden durch die o. g. Stadtgliederung zu vieren zusammengefasst: Elmenhorst (1987 noch namentlich miterwähnt) wird nunmehr dem statistischen Bezirk Brockenscheidt zugerechnet, Holthausen und Lippe werden zusammengefasst. Indes entsprechen die Grenzen insbesondere nicht denen der alten Bauerschaften. In der Gliederung nach statistischen Bezirken ist Holthausen-Lippe in der Hauptsache der Teil der Stadt, der nördlich der Siedlungsgrenze bzw. im Osten des Lippe-Seitenkanals liegt, Brockenscheidt der südlich des Seitenkanals gelegene (Süd-)Ostrand, Leveringhausen der durch den Stichkanal Dortmund (südöstlichste Etappe des Dortmund-Ems-Kanals) separierte Südwestrand und Oberwiese der Westrand. Die auf den ersten Blick schlüssig erscheinende Begrenzung der Bauerschaften nach Kanälen (anstatt wie historisch weitgehend nach Bächen) sorgte indes dafür, dass das Schiffshebewerk plötzlich in Leveringhausen läge. Analog dazu ist Holthausen historisch eigentlich die Bauerschaft am Dortmund-Ems-Kanal, statistisch hingegen nur bis zu dessen Nordflanke reichend.
Manche der bebauten Viertel Waltrops werden auch nur den bauerschaftlichen Teilen der Stadt zugeschrieben, so das Gewerbegebiet Brockenscheidt im Nordosten und das aktuelle Neubaugebiet Großer Kamp zwischen Klöcknersiedlung und Schacht 3 der Zeche Ickern.

#### Kernstadtteile vs. Bauerschaften
Anders als z. B. beim nordwestlichen Nachbarn Datteln sind in Waltrop an der Kernstadt nicht alle Bauerschaften beteiligt oder heute noch gut zuzuordnen. Ein sehr großer Anteil liegt insbesondere auf Brockenscheidter Gebiet, wo auch die Zeche Waltrop stand.
Die statistischen Bezirke der Stadt Waltrop schreiben teilweise auch deutlich bebaute Gebiete nominell den äußeren Bauerschaften zu – so das Gewerbegebiet Brockenscheidt im Nordosten und das aktuelle Neubaugebiet Großer Kamp zwischen Klöcknersiedlung und Schacht 3 der Zeche Ickern.
Die eigentliche Kernstadt wird, etwas abweichend von der statistischen Zuordnung, im Norden durch die Bahngleise, im Osten durch den Schwarzbach (über den das Gewerbegebiet Brockenscheidt allerdings hinaus reicht), im Süden durch die Altenbruchstraße und im Westen durch die Siedlungsgrenze begrenzt. Sie teilt sich in etwa in drei Siedlungskerne, nämlich in die Innenstadt, von Braßkamp bis einschließlich Moselbachtal (Moselbachpark/Stadtgarten) im Nordwesten, das auf Brockenscheidter Grund liegende Zechengebiet nebst Neuer und Alter Kolonie im Nordosten (Siedlungskern unmittelbar vor der Zeche) und, jenseits der Tinkhofstraße, das Gebiet um den Hirschkamp (Siedlungskern: Knappenstraße) im Südwesten.

### Nachbargemeinden
| Datteln        | Selm                                        |       |
|                | Kompassrose, die auf Nachbargemeinden zeigt | Lünen |
| Castrop-Rauxel | Dortmund                                    |       |

Folgende Städte grenzen an die Stadt Waltrop – im Uhrzeigersinn, im Norden beginnend: Selm, Lünen (beide Kreis Unna), Dortmund (kreisfreie Stadt), Castrop-Rauxel und Datteln (beide Kreis Recklinghausen).

### Ostvest
Gemeinsam mit Datteln, Oer-Erkenschwick und dem Halterner Stadtteil Flaesheim bildet Waltrop inoffiziell die Region Ostvest.

### Klima

Niederschlagsdiagramm

Der Jahresniederschlag liegt bei 813 mm und ist damit vergleichsweise normal, da er in das mittlere Drittel der in Deutschland erfassten Werte fällt. An 66 % der Messstationen des Deutschen Wetterdienstes werden niedrigere Werte registriert. Der trockenste Monat ist der Februar, die meisten Niederschläge fallen im Dezember. Im Dezember fallen 1,7-mal mehr Niederschläge als im Februar. Die Niederschläge variieren mäßig. An 40 % der Messstationen werden niedrigere jahreszeitliche Schwankungen registriert.
Am 25. Juli 2019 war Waltrop (Messstation Abdinghof) einer der Orte in Deutschland, in denen ein einmaliger Hitzerekord gemessen wurde (40,5 °C).

## Geschichte
Wie das gesamte Land zwischen Emscher und Lippe wurde Waltrop, so ergaben Bodenfunde, früh besiedelt. Im 8. Jahrhundert v. Chr. besiedelten die Germanen das Gebiet. Hier lebten die Sugambrer, die ca. 9 v. Chr. von Tiberius, Stiefsohn des Kaisers Augustus, auf das linke Rheinufer verdrängt wurden. In dem leer gewordenen Land siedelten sich die Brukterer auf Einzelhöfen an.

### Mittelalter
Aus den Einzelhöfen entstand mit der Zeit ein Verband von Bauern – die Bauerschaft. Auf dem heutigen Waltroper Gebiet bildeten sich sieben Bauerschaften: Leveringhausen, Elmenhorst, Brockenscheidt, Waltrop, Oberwiese (früher Döttelbeck), Holthausen, Lippe (früher Behem). Die ältesten Angaben über die Zahl der Höfe in den sieben Bauerschaften stammen aus dem Jahr 1561, die Höfezahl in den einzelnen Bauerschaften betrug zwischen 16 und 22 Höfe. Insgesamt waren es 129 Höfe, sodass man von 1000 bis 1300 Bewohnern ausgehen kann.
Zu erwähnen sind in diesem Zusammenhang als Besonderheit die beiden Reichshöfe Elmenhorst (erstmals 1292 urkundlich erwähnt, bis 1806 existent) und Abdinghof (hatte seine Reichsunmittelbarkeit schon früh verloren). Der Reichshof Elmenhorst war kein geschlossener Besitz, sondern zu ihm gehörten über 30 Höfe in verschiedenen Bauerschaften, z. B. auch in Eving (Dortmund) und Hagem (Datteln).
Eine überragende Stellung in der Bauerschaft Waltrop nahm der Vogteihof (Vogedinghof, Veiinghof) ein. Zunächst wurde diese Bauerschaft von neun Höfen gebildet, 1561 waren es 17 Höfe. Auf dem Grund des Vogteihofes vollzog sich die weitere Entwicklung Waltrops. Der Erzbischof von Köln erbaute hier eine Eigenkirche, die heutige St.-Petrus-Pfarrkirche. Die Kirchengründung geht bis etwa ins 10. Jahrhundert zurück (um 950). Die Kirche wurde neben anderen Kirchen im Jahr 1032 ohne Namensnennung vom Kölner Erzbischof Pilgrim der Abtei Deutz als wirtschaftliche Grundlage geschenkt. Diese Schenkung wurde am 13. Juli 1147 in einer Bulle des Papstes Eugen III. bestätigt und darin wird erstmals der Name Waltrop (als Waldorp, später auch Vualtohorp, Waltorpe) urkundlich erwähnt.
In der Gelnhäuser Urkunde des Jahres 1180 wurde die Vergabe eines Teils des sächsischen Herzogtums einschließlich des Vestes Recklinghausen an den Kölner Erzbischof festgeschrieben. Die kirchliche Zugehörigkeit Waltrops zum Erzbistum Köln änderte sich erst 1821, als das Vest gemäß der Bulle De salute animarum zum Bistum Münster kam.
Im Laufe der Zeit wurde diese Kirche auch wirtschaftlicher Mittelpunkt für das umliegende Land. Händler und Handwerker ließen sich um die Kirche herum nieder. Bereits vor 1500 stand innerhalb der Bauerschaft Waltrop eine geschlossene Siedlung von Gewerbetreibenden der übrigen Bauerschaft Waltrop mit verstreut liegenden Einzelhöfen gegenüber. Diese Siedlung wurde zur Unterscheidung von der Bauerschaft Waltrop „das Dorf Waltrop“ genannt.
Die Dorfbildung erfolgte über sehr viele Jahrzehnte. In diesem Zeitraum löste der Gutsherr des Vogteihofes die neue Ansiedlung aus dem Verband der Bauerschaft Waltrop und erhob sie durch Verleihung der Verwaltung und Gerichtsbarkeit zu einer selbständigen Gemeinde mit fest umschriebenen Grenzen – die „Freiheit Waltrop“ (erstmals 1428 in einer Urkunde).
Erste große Kriegsbeschwerden auf Waltroper Gebiet sind durch die Große Dortmunder Fehde (1388–1399) und die Soester Fehde (1444–1449) bekannt.

### Frühe Neuzeit und 19. Jahrhundert
Der Schmalkaldische Krieg (1546–1547) und der Spanisch-Niederländische Krieg (1568–1648) brachten ebenfalls erhebliche Beeinträchtigungen für die Bewohner. Besonders grauenvoll im hiesigen Gebiet war der Dreißigjährige Krieg von 1618 bis 1648. Am Ende dieses Krieges war Waltrop verwüstet, verödet und verarmt. Auch der Siebenjährige Krieg (1756–1763) hinterließ starke Spuren.
Anfang der 1800er Jahre erfolgte eine grundlegende Veränderung beim Landeigentum: die Teilung der Waltroper Gemeinheiten. Mit Gemeinheiten wurden seit Jahrhunderten die Wiesen, Weiden und Wälder benannt, die der Allgemeinheit (hier: Berechtigte) zum Weidegang zur Verfügung standen (auch Mark, Marken, genannt, von lat. margo/ursprüngliche Waldwildnis; in germanischer Zeit die für Siedlungszwecke gerodete Wildnis). Durch diese staatliche Teilung der sog. Gemeinheiten wurden in Waltrop im Jahr 1809 über 60 ha Land nach einer besonderen Berechnung den ursprünglichen Berechtigten als neues Eigentum zugewiesen. In den anderen Bauerschaften fanden diese Teilungen in den folgenden Jahrzehnten statt.
Im Dorf Waltrop wohnten 1820 in 148 Häusern 1099 Einwohner, 1840 waren es in 173 Häusern 1177 Bewohner. Insgesamt hatte das Kirchspiel Waltrop (Dorf Waltrop und die sieben Bauerschaften) im Jahr 1840 exakt 2966 Einwohner bei 441 Wohnhäusern sowie 341 Ställen und Scheunen.
Die Gewerbestatistik von 1840 weist neben der Land- und Viehwirtschaft folgende Berufe für Waltrop aus: 9 Bäcker, 3 Fleischer, 2 Lohgerber, 16 Schuhmacher, 3 Sattler, 1 Seiler, 21 Schneider, 10 Zimmerwerker, 14 Tischler, 1 Radmacher, 4 Böttcher, 1 Drechsler, 2 Maurer, 1 Glaser, 6 Grobschmiede, 1 Ziegelbäcker, 4 Strumpfweber, 63 Leineweber, 4 Färber, 1 Kaufmann, 23 Krämer und Hausierer, 2 Gastwirte, 8 Schankwirte, des Weiteren 5 Mühlen, jedoch keine Fabriken. In der zweiten Jahrhunderthälfte sind es vor allem der Holzhandel und die Holzverarbeitung, die an Bedeutung gewannen (1857 Holzhandlung mit Sägewerk Overthun bzw. Schreinerei mit Möbelhaus Mußhoff, 1859 Holzhandlung mit Sägewerk Nierhoff). Bereits 1850 war die Brennerei Beckmann (heute Bröggelhoff) gegründet worden.
Die Pferderennbahn in Waltrop war die älteste des Kreises Recklinghausen. Bereits 1875 lief das erste Rennen. Von 1923 bis 1925, während der Ruhrbesetzung, diente die Rennbahn am Datteln-Hamm-Kanal dem 18. französischen Dragonerregiment als Exerzierplatz.

### 20. Jahrhundert
Die große Veränderung im dörflichen Charakter brachte der Beginn des 20. Jahrhunderts: 1903 erfolgte die Abteufung der Zeche Waltrop durch den preußischen Staat. Erste Kohlenförderung im Jahr 1906, 1909 Fertigstellung der Kokerei. Nach einem Wassereinbruch im Februar 1909 konnte die Förderung erst Ende 1912 wieder aufgenommen werden. Im Zweiten Weltkrieg wurden durchschnittlich 700 ausländische Zwangsarbeiter eingesetzt. Der höchste Personalstand der Zeche betrug im Jahr 1957 insgesamt 2817 Beschäftigte, davon 171 Angestellte. Am 1. Januar 1978 wurden die beiden Werksdirektionen Waltrop und Achenbach (Lünen-Brambauer) zusammengelegt. Die letzte Kohlenförderung erfolgte am 29. Juni 1979. Die Ruhrkohle AG verkaufte 1984 die Zechenfläche an die Landesentwicklungsgesellschaft (Grundstücksfonds Ruhr) zur weiteren Nutzbarmachung als Gewerbegebiet.
Am 30. Januar 1939 erhielt Waltrop die Stadtrechte. Im Zuge der Gemeindegebietsreform wurden am 1. Januar 1975 das seit 1844 bestehende Amt Waltrop aufgelöst, die amtsangehörigen Gemeinden Horneburg und Henrichenburg nach Datteln beziehungsweise Castrop-Rauxel eingemeindet und Waltrop amtsfrei.
Von 1943 bis 1945 befand sich in Waltrop-Holthausen ein zentrales Entbindungslager für Zwangsarbeiterinnen. Schwangere Ostarbeiterinnen aus ganz Westfalen wurden nach Holthausen gebracht und bis zum fünften Schwangerschaftsmonat zur Abtreibung gezwungen. Von den 1273 im Lager geborenen Kindern starben viele bald nach der Geburt. Eine Gedenktafel auf dem Friedhof, „Stolpersteine“ in der Fußgängerzone sowie ein Mahnmal in Holthausen erinnern an das Entbindungslager.

## Religion

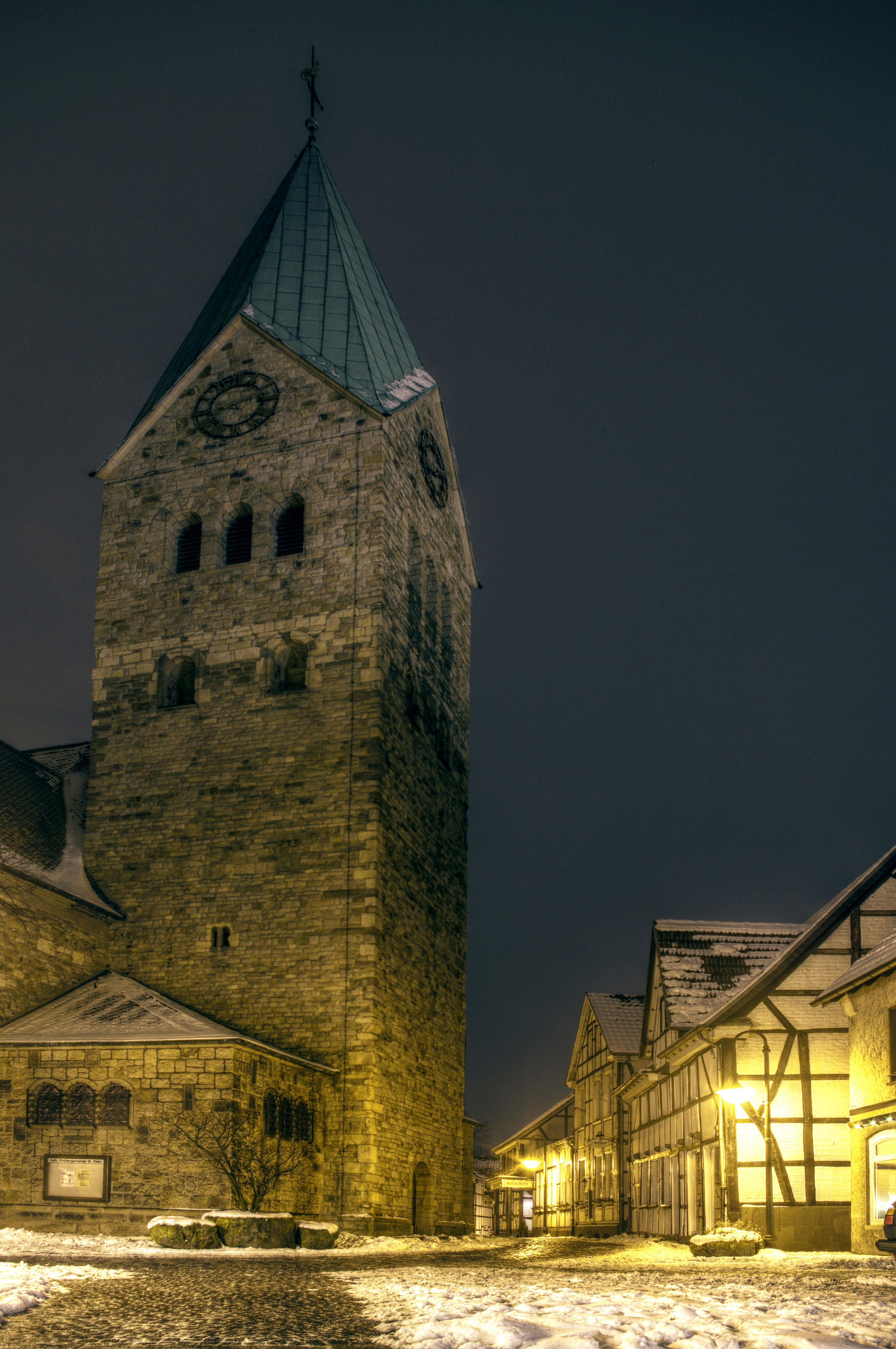
Katholische Kirche St. Peter

Die drei katholischen Gemeinden St. Ludgerus, St. Marien und St. Peter sind seit dem 1. Advent 2008 zur Pfarrei St. Peter zusammengeschlossen. Als Folge der Fusion wurde die St.-Ludgerus-Kirche abgerissen und der etwas abseits stehende Kirchturm zu einer Kapelle umgestaltet. In der Pfarrei St. Peter Waltrop sank die Katholikenanzahl von 10.978 im Jahr 2022 auf 10.683 im Jahr 2023.
Das Dietrich-Bonhoeffer-Zentrum befindet sich an der evangelischen Dreifaltigkeitskirche.
Die Neuapostolische Kirche besaß zwei Gemeinden in Waltrop (Waltrop-Nord und -Süd). Im November 2014 wurden beide zur Gemeinde Waltrop zusammengelegt.
Außerdem befinden sich in Waltrop zwei Moscheen der Dachverbände VIKZ und DITIB, die Mimar-Sinan-Moschee und die Waltrop-Moschee.

## Politik

### Stadtrat
Die Sitze im Stadtrat verteilen sich nach dem Ergebnis der Kommunalwahl 2020 folgendermaßen auf die einzelnen Parteien:
| Partei | Stimmen | % (2020) | % (2014) | +/−    | Sitze (2020) | Sitze (2014) | +/− |
| --- | ------- | -------- | -------- | ------ | ------------ | ------------ | --- |
| SPD | 05.055  | 36,6 %   | 37,7 %   | −1,1 % | 13           | 13           | ±0  |
| CDU | 04.558  | 33,0 %   | 36,2 %   | −3,2 % | 12           | 13           | −1  |
| Bündnis 90/Die Grünen | 01.832  | 13,3 %   | 07,9 %   | +5,4 % | 05           | 03           | +2  |
| WA | 01.126  | 08,2 %   | 06,2 %   | +2,0 % | 03           | 02           | +1  |
| FDP | 00.817  | 05,9 %   | 04,3 %   | +1,6 % | 02           | 02           | ±0  |
| Die LINKE | 00.423  | 03,1 %   | 04,3 %   | −1,2 % | 01           | 02           | −1  |
| Gültige Stimmen | 13.811  |          |          |        |              |              |     |
| Ungültige Stimmen | 00.276  |          |          |        |              |              |     |
| Stimmen insgesamt | 14.087  |          |          |        | 36           | [00]35       | +1  |
| Wahlberechtigte insgesamt | 24.379  | 57,8 %   | 55,9 %   | +1,9 % |              |              |     |
| Ratswahl 13.09.2020 WaltropWahlbeteiligung von 57,8 % 403020100 36,6 %33,0 %13,3 %8,2 %5,9 %3,1 % SPDCDUGrüneWAdFDPLinkeGewinne und Verlusteim Vergleich zu 2014 %p 6 4 2 0 −2 −4−1,1 %p−3,2 %p+5,4 %p+2,0 %p+1,6 %p−1,2 %pSPDCDUGrüneWAFDPLinkeAnmerkungen:d Waltroper Aufbruch |         |          |          |        |              |              |     |
| Sitzverteilung Ratswahl 13.09.2020 WaltropInsgesamt 36 Sitze - Linke: 1 - SPD: 13 - Grüne: 5 - CDU: 12 - FDP: 2 - Sonst.: 3 Sonstige: (3 Sitze) > „WA“ = 3 Sitze |         |          |          |        |              |              |     |

| Partei | Kandidat                  | Stimmen | % (2020) |
| --- | ------------------------- | ------- | -------- |
| SPD | Mittelbach, Marcel        | 06.483  | 46,7 %   |
| CDU | Moenikes, Nicole          | 04.948  | 35,6 %   |
| WA | Schomberg, Dorothee       | 01.282  | 09,2 %   |
| FDP | Mußhoff, Heinz Josef      | 00.839  | 06,1 %   |
| | Porsch, Markus            | 00.336  | 02,4 %   |
| Gültige Stimmen | Gültige Stimmen           | 13.888  |          |
| Ungültige Stimmen | Ungültige Stimmen         | 00.199  |          |
| Stimmen Insgesamt | Stimmen Insgesamt         | 14.087  |          |
| Wahlberechtigte Insgesamt | Wahlberechtigte Insgesamt | 24.379  | 57,8 %   |
| Bürgermeisterwahl 13.09.2020 WaltropWahlbeteiligung von 57,8 % 50403020100 46,7 %35,6 %9,2 %6,1 %2,4 % SPDaCDUbWAcFDPdSonst.eAnmerkungen:a Mittelbach, Marcelb Moenikes, Nicolec Schomberg, Dorotheed Mußhoff, Heinz Josefe Porsch, Markus |                           |         |          |

| Partei | Kandidat                  | Stimmen | % (2020) |
| --- | ------------------------- | ------- | -------- |
| SPD | Mittelbach, Marcel        | 07.873  | 64,0 %   |
| CDU | Moenikes, Nicole          | 04.436  | 36,0 %   |
| Gültige Stimmen | Gültige Stimmen           | 12.309  |          |
| Ungültige Stimmen | Ungültige Stimmen         | 00.092  |          |
| Stimmen Insgesamt | Stimmen Insgesamt         | 12.401  |          |
| Wahlberechtigte Insgesamt | Wahlberechtigte Insgesamt | 24.368  | 50,9 %   |
| Bürgermeisterstichwahl 27.09.2020 WaltropWahlbeteiligung von 50,9 % 706050403020100 64,0 %36,0 % SPDaCDUbAnmerkungen:a Mittelbach, Marcelb Moenikes, Nicole |                           |         |          |

### Bürgermeister
Nach der Kommunalwahl 2004 löste Anne Heck-Guthe (SPD) den vorherigen Bürgermeister Willi Scheffers (CDU) ab. Sie wurde bei der Kommunalwahl 2009 im Amt bestätigt und im Jahr 2014 von Nicole Moenikes (CDU) abgelöst. Bürgermeisterin Nicole Moenikes wurde 2020 nicht wiedergewählt, am 1. November 2020 trat Marcel Mittelbach (SPD) die Nachfolge an.
Bürgermeister seit 1857
- 1857–1863: Karl Leppelmann (Amtmann)[19]
- 1866–1895: Alexander Cherouny (Amtmann)
- 1895–1919: Bernard Schwarthoff (Amtmann)
- 1919–1934: Alfred Brockhausen (Amtmann)
- 1934–1940: August Apffelstaedt, NSDAP
- 1940–1945: Paul Lassoff, NSDAP
- zwischen Mai 1945 und April 1946: Wilhelm Burbaum, Hermann Press, Fritz Dellwig
- 1946–1949: Wilhelm Predeck, Zentrum
- 1949–1952: Oskar Timm, SPD
- 1952–1953: Wilhelm Predeck, CDU
- 1953–1964: Heinrich Ferkinghoff, CDU
- 1964–1969: Reinhold Mittelstaedt, SPD
- 1969–1971: Theodor Surmann, CDU
- 1971–1975: Hermann Keuter, CDU
- 1975–1999: Hans-Joachim Münzner, SPD
- 1999–2004: Wilhelm Scheffers, CDU
- 2004–2014: Anne Heck-Guthe, SPD
- 2014–2020: Nicole Moenikes, CDU
- seit 2020: Marcel Mittelbach, SPD

Die Stichwahl am 27. September 2020 gewann Bürgermeister Mittelbach (SPD) mit 63,96 % der abgegebenen gültigen Stimmen, bei einer Wahlbeteiligung von 50,89 %.

### Kinder- und Jugendparlament
Im Jahr 2001 wurde in Waltrop – auf Vorschlag einer aus acht Jugendlichen von drei weiterführenden Schulen bestehenden Initiative – ein Kinder- und Jugendparlament gegründet. Konzept, Satzung und Geschäftsordnung wurden von den Jugendlichen selbst entwickelt.
Der am häufigsten genannte Erfolg in der ersten Legislaturperiode des KiJuPas ist die Einrichtung einer Nachtbuslinie (NE 14). Seit der Bundestagswahl 2021 sitzt mit Sara Nanni erstmals ein ehemaliges Mitglied im deutschen Bundestag.

### Wappen
In goldenem Schild befindet sich ein schwarzer, rot bewehrter Adler. Das Zentrum des Wappens stellt ein Herzschild dar, das in schwarzem Feld eine goldene, verkürzte Spitze zeigt. Waltrop erhielt im Jahr 1939 Stadtrecht. Der Reichsadler im Wappen geht auf das Siegel des alten Reichshofes Elmenhorst zurück. Dieser befand sich im Gebiet der Stadt Waltrop und wurde ursprünglich von Karl dem Großen gegründet. In diese Zeit fällt auch die Besiedlung des „Dorfes im Walde“ – historisch „Wallthorpe“. Die verkürzte Speerspitze erinnert an die Familie Goy, die im 15. und 16. Jahrhundert in der Gemeinde ansässig war. Sie führte dieses Symbol in ihrem Schild.

### Städtepartnerschaften
- Herne Bay, Großbritannien (Kleinstadt im Distrikt Canterbury), 20. November 1976
- Cesson-Sévigné, Frankreich (Gemeinde in der Bretagne), 25. August 1984
- San Miguelito, Nicaragua, 24. Mai 1988
- Gardelegen, Sachsen-Anhalt, 3. Oktober 1990
- Görele, Türkei (Kleinstadt in der Provinz Giresun), 1. Juni 2013

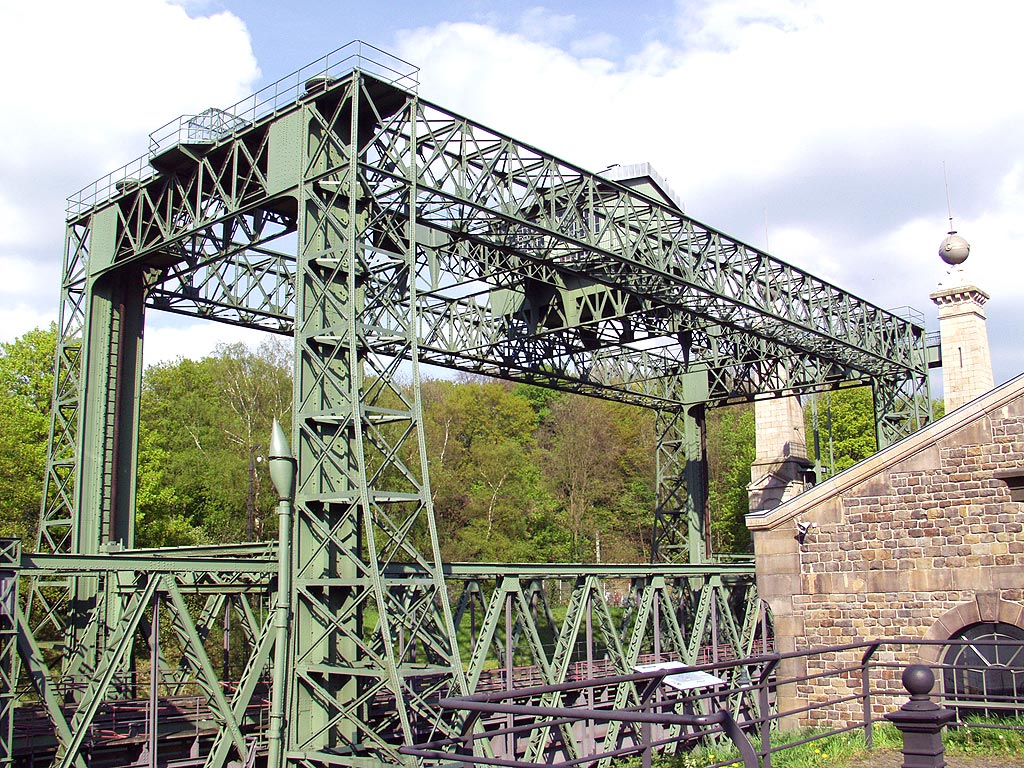
Altes Schiffshebewerk Henrichenburg

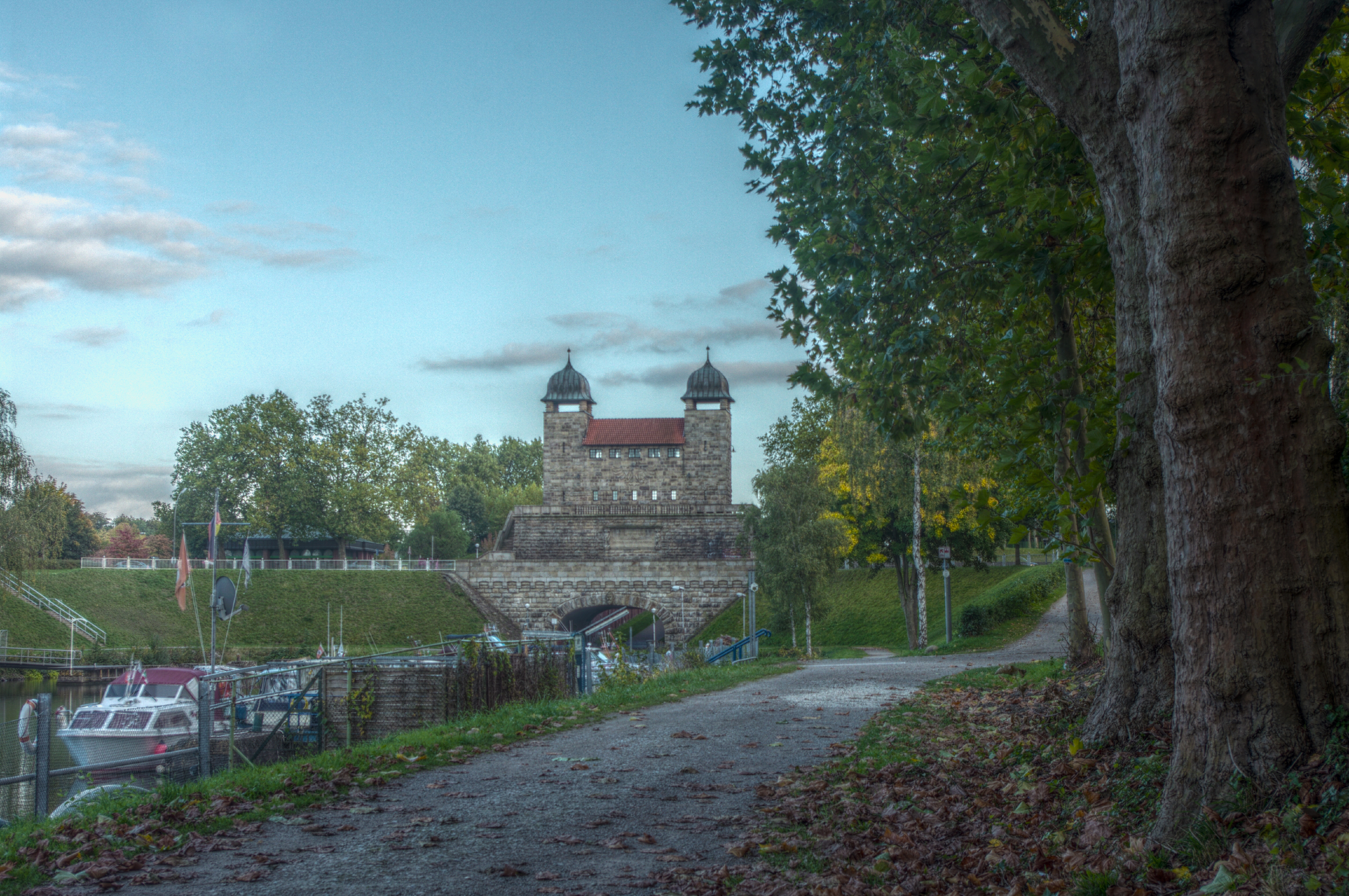
Alte Schachtschleuse, Schleusenpark Waltrop

## Kultur und Sehenswürdigkeiten

### Museen
Das Heimatmuseum Riphaushof des Heimatvereins neben dem Freibad dokumentiert die Waltroper Geschichte anhand zahlreicher Exponate.
Das Schiffshebewerk Henrichenburg von 1899 ist heute als Museum zu besichtigen. Es gehört zum LWL-Industriemuseum des Landschaftsverbands Westfalen-Lippe und ist Teil des Schleusenparks Waltrop.

### Bauwerke

Tempel

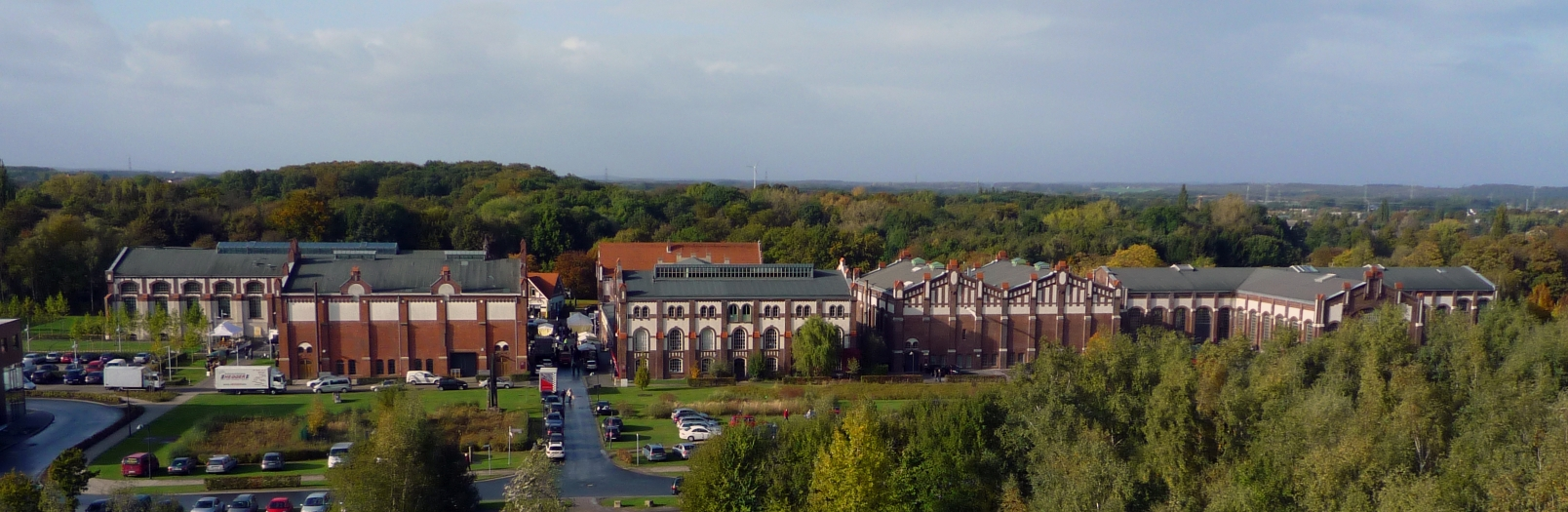
Gelände der Zeche Waltrop

Die ehemalige Zeche Waltrop wurde zu einem Gewerbepark umgestaltet.
In Waltrops Zentrum steht die Pfarrkirche St. Peter aus dem 9./10. Jh. mit einem 40 Meter hohen Kirchturm. Rund um die Kirche befindet sich ein Fachwerkensemble, zu dem auch der „Tempel“ gehört. Er wurde vermutlich 1576 erbaut und gilt als das älteste Fachwerkhaus in Waltrop.
In Waltrop-Leveringhausen steht die St.-Laurentius-Kapelle.

### Parks
- Rieselfelder (Spaziergänger- und Radwegrouten)
- Kanalsystem (Ruder- und Yachthäfen)
- Moselbachpark (zentraler Stadtpark) mit großem Ententeich
- Kleingartenanlage Gartenstadt Waltrop (gegründet 1977), bestehend aus 96 Gärten[23]
- Schleusenpark Waltrop (mit dem Alten Schiffshebewerk Henrichenburg und dem Neuen Hebewerk sowie mit historischer und neuer Schleuse)
- Gewerbepark Brockenscheidt (Arbeiten im Park, ehemalige Zeche mit Gewerbe in parkähnlicher Landschaft) mit Halde Brockenscheidt
- Stutenteichpark (Rund um ein Altenheim gelegen, kleiner Park)

### Kunst
Siehe: Liste von Kunstwerken im öffentlichen Raum in Waltrop

### Veranstaltungen
- Pyjamaball der Landjugend Waltrop (KLJB), Publikum zwischen 16 und 50
- Waltroper Parkfest (letztes Wochenende im August)[24] mit Live-Konzerten im Moselbachpark
- Schützenfeste
- Erntedankfest[25]
- Räppeln der katholischen Pfarrjugenden, jeweils am Karfreitag und Karsamstag
- Tanz in die Weihnacht (23. Dezember), Weihnachtsparty des GV Waltop mit drei bis vier Tanzflächen in der Waltroper Stadthalle
- Amore-mio-Party (für alle ab 25 in der Stadthalle)
- Beachparty mit 30 Tonnen Sand im Pfarrgarten der Kirchengemeinde St. Peter (jedes Jahr kurz vor den Sommerferien)
- Trecker-Treck, jährlich veranstaltet von der KLJB Waltrop auf dem Landjugendsportplatz im Löhken
- Rasenmäherrennen, jährlich veranstaltet von der KLJB Waltrop
- Internationales Motorradfahrertreffen des MRSC Waltrop (jedes Jahr am zweiten Septemberwochenende)
- Brunnengeflüster von Mai bis September am letzten Donnerstag im Monat[26]
- Internationales Schaufahren vom SMC Waltrop e. V.

## Wirtschaft und Infrastruktur

### Verkehr
→ Für alle Waltroper Straßennamen und ihre Bedeutung, siehe Liste der Straßen in Waltrop
Waltrop ist im Personenverkehr nur auf der Straße erreichbar, nachdem die Hamm-Osterfelder Bahn auf ihrem durch Waltrop führenden Abschnitt seit 1983 ausschließlich dem Güterverkehr dient. Der örtliche Bahnhof ist vollständig stillgelegt.

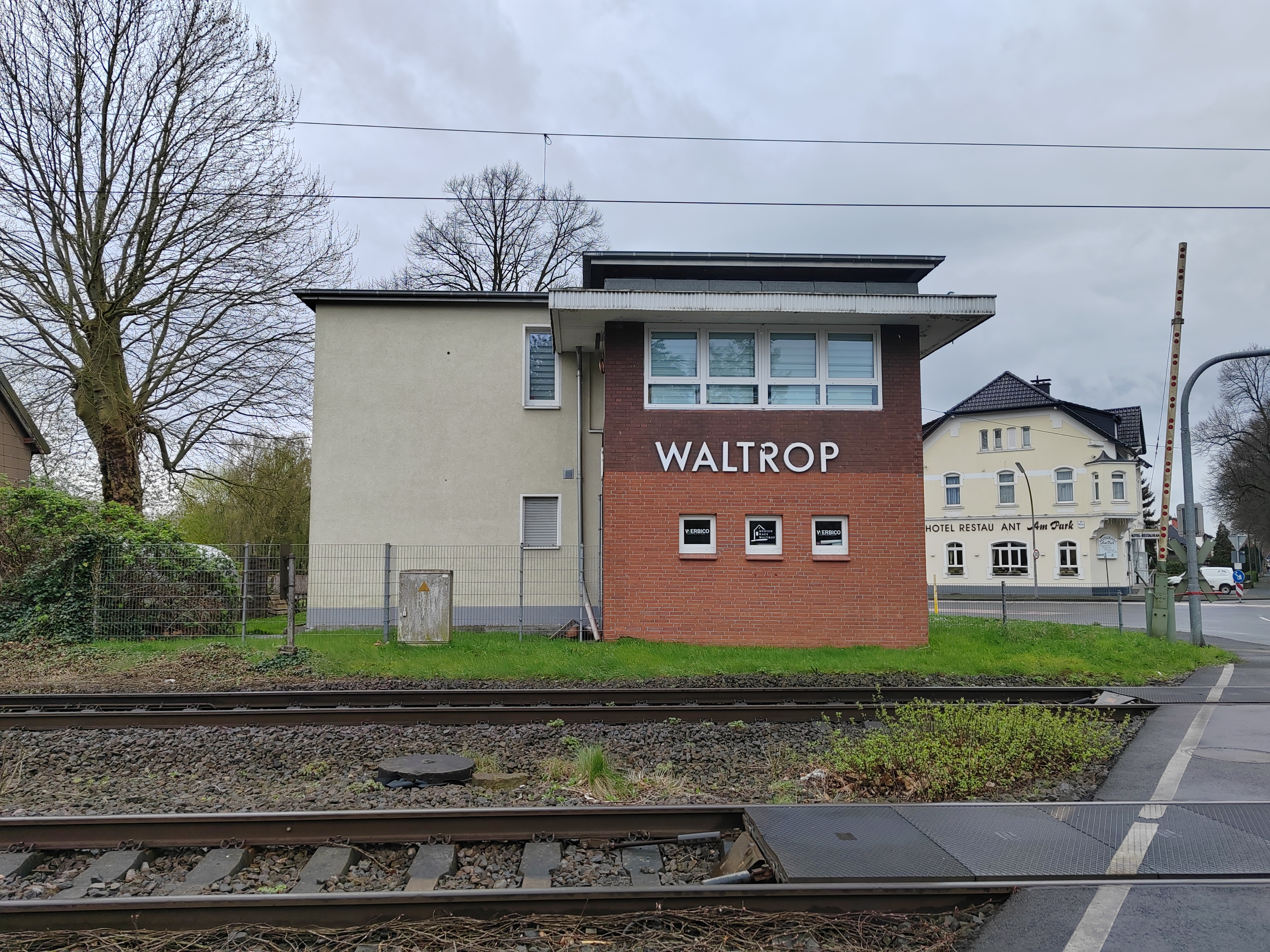
Stillgelegter Bahnhof Waltrop

Waltrop ist über die Autobahnen A 2 und A 45 an das deutsche Autobahnnetz angeschlossen (Anschlussstelle Dortmund-Mengede).
Des Weiteren ist die B 474n in Planung. Sie soll vom Autobahnkreuz Dortmund-Nordwest bis zur A 43 reichen und somit die B 235 in Datteln und die L 609 in Waltrop entlasten.
Insgesamt fahren in Waltrop acht Buslinien der Vestischen Straßenbahnen: Die Linie 231 verbindet Waltrop mit Recklinghausen, die Linien 283 und 285 fahren innerhalb der Stadt, die Linie 284 verbindet Waltrop mit dem Lüner Stadtteil Brambauer, wo Anschluss an die Linie U41 der Stadtbahn Dortmund besteht. Der Schnellbus SB 24 verkehrt zwischen Recklinghausen und dem Dortmunder Stadtteil Mengede. Auch die Linie 289 pendelt zwischen Waltrop und Mengede. Mit der Expressbuslinie X13 gibt es seit 2022 einen Direktanschluss an die Technische Universität Dortmund über Dortmund-Mengede Bahnhof im 30-Minuten-Takt.
Die NachtExpress-Linie NE 14 (nur am Wochenende) führt nach Recklinghausen, Oer-Erkenschwick, Datteln und Mengede.
| Linie | Verlauf | Takt (Mo–Fr)                                                  |
| ----- | --- | ------------------------------------------------------------- |
| SB24  | Recklinghausen Hbf – Campus Blumenthal – Oer-Mitte – Oer-Erkenschwick Berliner Platz – Rapen – Im Winkel – Hachhausen – Datteln Bus Bf – Holthausen – Waltrop Rathaus – Am Moselbach – Dortmund-Mengede Bf                                                                                | 30 min                                                        |
| 231   | Recklinghausen Hbf – Nordviertel – Ostviertel Lange Wanne – Alt Oer – Oer-Mitte – Maritimo – Klein-Erkenschwick – Oer-Erkenschwick Berliner Platz – Gewerbegebiet Rapen – Horneburg – Meckinghoven – Datteln Bf – Waltrop Hebewerk – Oberwiese – Waltrop Rathaus – Am Moselbach           | 30 min                                                        |
| 283   | Braßkamp – Waltrop Rathaus – Am Moselbach – Kettelersiedlung | 60 min (Braßkamp–Moselbach) 30 min (Moselbach–Kettelersiedl.) |
| 284   | (Waltrop Rathaus –) Am Moselbach – Sydowstr. – Elmenhorst – Lünen-Brambauer Verkehrshof | 30 min                                                        |
| 285   | Waltrop Am Moselbach → Siedlung Im Berg → Gasstr. → Waltrop Bf → Neue Kolonie/ Moselbachtal → Am Moselbach | 60 min                                                        |
| 289   | Am Moselbach – Waltrop Rathaus – Klöcknersiedlung – Egelmeer – Mengede Markt – Dortmund-Mengede Bf | 60 min                                                        |
| NE14  | Recklinghausen Hbf – Ostviertel – Groß-Erkenschwick – Oer-Erkenschwick Berliner Platz – Rapen – Im Winkel – Hachhausen – Datteln Bus Bf – Holthausen – Waltrop Rathaus – Dortmund-Mengede Bf NachtExpress: In den Nächten von Freitag auf Samstag, Samstag auf Sonntag und vor Feiertagen | 60 min                                                        |
| X13   | Datteln Busbf – Waltrop Rathaus – Dortmund-Mengede Bf – Huckarde Bushof – Universität – Otto-Hahn-Straße (Technologiepark) | 30 min (60 min So.)                                           |

Waltrop liegt an den beiden Radfernwegen Dortmund-Ems-Kanal-Route und Rundkurs Ruhrgebiet.
Das Ultraleichtfluggelände Waltrop liegt etwa 3 km nordöstlich des Zentrums.

### Unternehmen

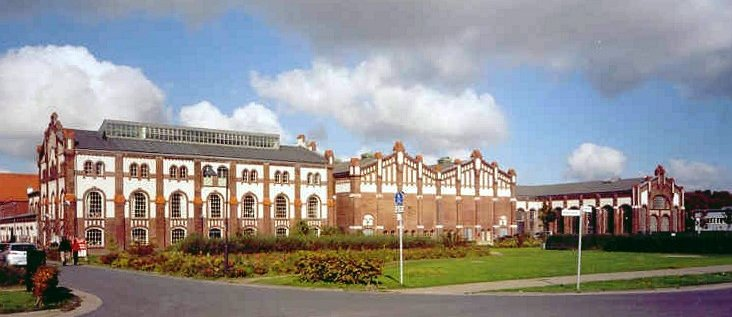
Gewerbepark Zeche Waltrop

Manufactum: Der Sitz und eines der acht Warenhäuser der Handelskette Manufactum befinden sich auf dem Gelände der ehemaligen Zeche Waltrop.
Hase: Ebenfalls in den Gebäuden der ehemaligen Zeche sind die Manufaktur und die Büroräume der Firma Hase untergebracht, eines der Weltmarktführer im Bereich Liegeräder.
Langendorf: Der 1889 gegründete Hersteller von Aufliegern und Anhängern Langendorf hat seinen Sitz samt Fertigungsstätte in Waltrop, gehört seit 2017 jedoch zum polnischen Konzern Wielton.
Pharbil: Der Auftragshersteller der pharmazeutischen Industrie Pharbil führt in Waltrop seinen Sitz, gehört jedoch zur Unternehmensgruppe Nextpharma.
Waltrop liegt im Geschäftsgebiet der Sparkasse Vest Recklinghausen. Die Volksbank Waltrop wurde zum Jahresbeginn 2020 mit der Dortmunder Volksbank verschmolzen, die fortan für Waltrop zuständig ist.

### Bergbau
In Waltrop war ein Bergwerk ansässig, die vom preußischen Staat errichtete Zeche Waltrop. Die Abteufung der Schächte I und II erfolgte 1903, die erste Kohlenförderung 1905. Von Februar 1909 bis Ende 1912 war die Förderung durch massiven Wassereinbruch unterbrochen. Zu dieser Zeit erfolgte der Bau der Kokerei. Im April/Mai 1923 besetzt durch die französische Armee im Rahmen der Ruhrbesetzung. In den Jahren 1940 bis 1945 Einsatz von durchschnittlich 700 ausländischen Zwangsarbeitern jährlich. 1956 wurde die Kokerei stillgelegt, ein Jahr später war der höchste Personalstand erreicht mit 2817 Beschäftigten, davon 171 Angestellte. Ab 1978 Verbund mit der Zeche Minister Achenbach in Lünen-Brambauer, im Jahr darauf die letzte Kohlenförderung der Zeche Waltrop am 29. Juni 1979.
Zusätzlich gab es in Waltrop zwei Außenschächte der Berggewerkschaft Victor-Ickern/Castrop-Rauxel. Die Schächte Ickern III (Seilfahrts- und Materialschacht) und Ickern IV (Wetterschacht) wurden 1938 bzw. 1949 abgeteuft. Verbunden Ende 1972 mit der Zeche Minister Achenbach – wie Waltrop – erfolgte die Stilllegung von Achenbach 1992.

### Medien
In Waltrop erscheinen als Tageszeitungen die „Waltroper Zeitung“ des Medienhauses Bauer sowie die Lokalausgabe „Unser Vest“ der „Westdeutschen Allgemeinen Zeitung“ (WAZ). Wöchentlich erscheinen zwei Anzeigenblätter: Der „Stadtspiegel“ des WVW Verlages sowie der „Kurier zum Sonntag“. Der Lokalsender „Radio Vest“ bietet Radioprogramm für den gesamten Kreis Recklinghausen außer Gladbeck.

### Gesundheitswesen
Westlich der Innenstadt an der Hochstraße befindet sich das katholische Krankenhaus St.-Laurentius-Stift. Das Haus mit seinen über 150 (Plan-)Betten ist in die Fachkliniken für Geriatrie, Frührehabilitation und Palliativmedizin, Klinik für Psychiatrie und Psychotherapie und eine Institutsambulanz unterteilt. Das Krankenhaus ist für die psychiatrische Pflichtversorgung der Städte Datteln, Oer-Erkenschwick und Waltrop zuständig. Rund um die Uhr wird der Notarzt für den städtischen Rettungsdienst in Waltrop zur Verfügung gestellt.
Für Senioren gibt es drei Wohnanlagen und Heime in Trägerschaft von privaten und kirchlichen Organisationen.

### Bildung
- Grundschulen
  - Gemeinschaftsgrundschule Kardinal-von-Galen-Schule
  - Gemeinschaftsgrundschule August-Hermann-Francke-Schule
  - Gemeinschaftsgrundschule Lindgren-Schule
- Weiterführende Schulen
  - Gesamtschule
  - Städtische Realschule
  - Theodor-Heuss-Gymnasium
- Förderschulen
  - Schule Oberwiese (Förderschwerpunkt geistige Entwicklung)
  - Für die Förderbedarfe Lernen, emotionale und soziale Entwicklung und Sprache ist der Förderschulverbund der Martin-Luther-King-Schule in Castrop-Rauxel zuständig.[29] Die Phoenix-Schule (vormals Paul-Dohrmann-Schule) wurde Ende Juni 2018 geschlossen.[30]
- Volkshochschule
  - Volkshochschule der Stadt Waltrop
- Musikschule
  - Musikschule der Stadt Waltrop

## Sport

### Fußball
- VfB Waltrop
- Teutonia SuS Waltrop, entstand 1999 aus der Fusion von DJK Teutonia Waltrop und SuS Waltrop
- FC Spvgg Oberwiese 01
- Eintracht Waltrop

### Sonstige
- TTV Waltrop 99 (Tischtennis)
- RV Waltrop (Zucht-, Reit- und Fahrverein Waltrop)
- GV Waltrop (Basketball, Inlinehockey, Volleyball u. a.)
- SV DJK Teutonia Waltrop (Schwimmen, Wasserball)
- DLRG-Ortsgruppe Waltrop (Schwimmen, Rettungsschwimmen)
- DJK Teutonia Waltrop (Leichtathletik)
- HV Waltrop (Handball, Senioren, Jugend)
- RV Waltrop (Rudern)
- KC Waltrop 1932 (Kanusport)
- TC Rot-Weiß Waltrop (Tennis)
- TV Einigkeit Waltrop (Taekwondo, Kickboxen, Judo, Jiu Jitsu, Jazz and Modern Dance, Aerobic)
- TK Preußen Waltrop (Tipp-Kick, Deutscher Meister 1995, Deutscher Pokalsieger 1990 und 1991)
- ASV Waltrop 1922 (Angelsport)
- SV Waltrop 1922 (Schach)
- Sportakademie Lee (Kampfsport)
- RC Sprinter Waltrop (Radsport)
- LMFC Lohburger Modellflug Sport Club e. V. (Modellfliegen, Modellbau)
- U.S.C. Waltrop e. V. (Tauchsport)
- AMC Waltrop e. V. (Motorsport, Verkehrserziehung)

## Persönlichkeiten
Zu bekannten gebürtigen und mit der Stadt Waltrop verbundene Persönlichkeiten gehören Personen aus Religion, Personen der Wirtschaft, aber auch Personen aus Kunst und Kultur, sowie Militär, Sport, Wissenschaft und Politik. Eine vollständige Liste, inklusive Bürgermeister und Ehrenbürger, findet sich im Hauptartikel.

## Sonstiges
Ein Teil der Provinzialstraße gehört halbseitig zu Waltrop, die andere Hälfte befindet sich auf Dattelner Stadtgebiet. Das zu Waltrop gehörende Straßenstück umfasst die Häuser auf der südlichen Seite der Straße. Am Ortseingang in Richtung Recklinghausen befinden sich zwei Ortsschilder. Das in Fahrtrichtung linke weist auf Waltrop, das rechte auf Datteln.
Die Straße an der Stadtgrenze zum Lüner Stadtteil Brambauer hat zwei Namen: Die nördliche Straßenseite liegt auf Waltroper Stadtgebiet und heißt Grenzstraße, die südliche Straßenseite liegt auf Lüner Stadtgebiet und heißt Friedhofstraße. Die zur Waltroper Grenzstraße gehörenden Häuser werden von der Lüner Müllabfuhr bedient. Die Waltroper Straßenseite hat die Waltroper Telefonvorwahl, während die Lüner Straßenseite (wie ganz Brambauer) über die Dortmunder Telefonvorwahl erreichbar ist.
Das zu Waltrop gehörende Haus Kanonenstraße 89 befindet sich nicht an der Kanonenstraße, sondern an der Verlängerung der Lüner Straße Im Freistuhl. Mit Fahrzeugen kann man das Haus nur über Lüner Gebiet erreichen. Das Haus wird von der Waltroper Müllabfuhr bedient.
Im Lüner Stadtteil Brambauer ist das Befahren der Waltroper Straße für Lastkraftwagen, Lastzüge und Sattelschlepper mit Ausnahme des Anliegerverkehrs verboten. Es gibt aber vorher auf dem Gebiet der Stadt Waltrop kein Hinweisschild, das darauf hinweist. Dies erfahren Verkehrsteilnehmer erst, wenn sie an die Ortseinfahrt gelangen. Dort ist aber ein Wenden nicht möglich, wohl aber ein Einbiegen nach rechts in die Rottstraße. Doch die Durchfahrt schwerer Fahrzeuge durch diese Straße ist ebenfalls verboten.